# Fußball-Regionalliga Bayern
Die Fußball-Regionalliga Bayern ist eine Liga im deutschen Männerfußball. Sie ist eine von fünf Regionalligen, welche aktuell die vierthöchste Spielklasse im Ligasystem in Deutschland bilden. Sie wird vom Bayerischen Fußball-Verband (BFV) ausgerichtet. Der Meister nimmt je nach Saison an einer Aufstiegsrunde zur 3. Liga teil oder steigt direkt auf. Der offizielle Titel des bayerischen Amateurmeisters wird an den bestplatzierten Verein, der keine zweite Mannschaft eines Profivereins ist, vergeben. Der bayerische Amateurmeister qualifiziert sich für die 1. Hauptrunde des DFB-Pokals, die Absteiger bestreiten die Folgesaison in der Bayernliga.

## Gründungsmitglieder
Mit der Regionalligareform 2012 wurde die Regionalliga auf fünf Ligen aufgestockt, seitdem gibt es die Regionalligen Nord, Nordost, West, Südwest und Bayern. Vorher, von 2008 bis 2012, spielten die bayerischen Viertligisten in der Regionalliga Süd.
Die Gründungsmitglieder in der Saison 2012/13 waren:
1. FC Nürnberg II, SpVgg Bayern Hof, SpVgg Greuther Fürth II, FC Ingolstadt 04 II, Viktoria Aschaffenburg, TSV 1860 Rosenheim, FC Eintracht Bamberg, FC Memmingen, SV Seligenporten, VfL Frohnlach, TSV 1896 Rain, TSV Buchbach, FV Illertissen, FC Bayern München II, FC Ismaning, TSV 1860 München II, SC Eltersdorf, Würzburger Kickers, SV Heimstetten sowie FC Augsburg II.

## Meister, Vizemeister und bayerischer Amateurmeister
| Jahr | Meister                                                        | Vizemeister                                                    | Bayerischer Amateurmeister                                     |
| ---- | -------------------------------------------------------------- | -------------------------------------------------------------- | -------------------------------------------------------------- |
| 2013 | TSV 1860 München II                                            | FC Bayern München II                                           | FV Illertissen                                                 |
| 2014 | FC Bayern München II                                           | FV Illertissen                                                 | FV Illertissen                                                 |
| 2015 | Würzburger Kickers                                             | FC Bayern München II                                           | Würzburger Kickers                                             |
| 2016 | SSV Jahn Regensburg                                            | Wacker Burghausen                                              | SSV Jahn Regensburg                                            |
| 2017 | SpVgg Unterhaching                                             | FC Bayern München II 1                                         | SpVgg Unterhaching                                             |
| 2018 | TSV 1860 München                                               | FC Bayern München II                                           | TSV 1860 München                                               |
| 2019 | FC Bayern München II                                           | VfB Eichstätt                                                  | VfB Eichstätt                                                  |
| 2020 | Saison verlängert bis 2021 (Tabellenführer Türkgücü München) 2 | Saison verlängert bis 2021 (Tabellenführer Türkgücü München) 2 | Saison verlängert bis 2021 (Tabellenführer Türkgücü München) 2 |
| 2021 | 1. FC Schweinfurt 05 3                                         | Viktoria Aschaffenburg                                         | 1. FC Schweinfurt 05                                           |
| 2022 | SpVgg Bayreuth                                                 | FC Bayern München II                                           | SpVgg Bayreuth                                                 |
| 2023 | SpVgg Unterhaching                                             | Würzburger Kickers                                             | SpVgg Unterhaching                                             |
| 2024 | Würzburger Kickers                                             | DJK Vilzing                                                    | Würzburger Kickers                                             |
| 2025 | 1. FC Schweinfurt 05                                           | TSV Buchbach                                                   | 1. FC Schweinfurt 05                                           |

(fettgeschriebene Mannschaften = Aufsteiger)
Anmerkungen:

### Rangliste der Meistertitel
| Anzahl | Verein               |
| ------ | -------------------- |
| 2      | FC Bayern München II |
| 2      | SpVgg Unterhaching   |
| 2      | Würzburger Kickers   |
| 2      | 1. FC Schweinfurt 05 |
| 1      | SpVgg Bayreuth       |
| 1      | TSV 1860 München     |
| 1      | TSV 1860 München II  |
| 1      | SSV Jahn Regensburg  |

## Rekorde

### Zuschauerzahlen
Höchste Zuschauerschnitte pro Saison
Es wurden nur Vereine aufgeführt, deren durchschnittliche Zuschauerzahl pro Saison über 1.500 lag.
- TSV 1860 München 11.764 (12.465 ohne Einberechnung eines Geisterspiels) (Saison 2017/18)
- SSV Jahn Regensburg: 6.556 (Saison 2015/16)
- 1. FC Schweinfurt 05: 2.620 (Saison 2024/25)
- FC Würzburger Kickers: 2.588 (Saison 2022/23)
- SpVgg Unterhaching: 2.533 (Saison 2022/23)
- FC Würzburger Kickers: 2.482 (Saison 2014/15)
- SpVgg Bayreuth: 2.438 (Saison 2024/25)
- FC Würzburger Kickers: 2.420 (Saison 2023/24)
- SpVgg Bayreuth: 2.282 (Saison 2023/24)
- FC Würzburger Kickers: 1.994 (Saison 2024/25)
- SpVgg Unterhaching: 1.959 (Saison 2016/17)
- 1. FC Schweinfurt 05: 1.865 (Saison 2013/14)
- 1. FC Schweinfurt 05: 1.671 (Saison 2014/15)
- TSV 1860 München II: 1.641 (Saison 2014/15)
- TSV 1860 München II: 1.607 (Saison 2013/14)
- SpVgg Bayreuth: 1.536 (Saison 2021/22)
- Wacker Burghausen: 1.531 (Saison 2015/16)
- SpVgg Unterhaching: 1.503 (Saison 2021/22)

Höchste Zuschauerzahl pro Spiel
- FC Augsburg II – TSV 1860 München: 21.219 (Saison 2017/18)
- 1. FC Nürnberg II – TSV 1860 München: 17.689 (Saison 2017/18)
- SSV Jahn Regensburg – FC Bayern München II: 15.224 (Saison 2015/16)
- SSV Jahn Regensburg – FC Amberg: 12.689 (Saison 2015/16)
- FC Bayern München II – TSV 1860 München II: 12.500 (Saison 2014/15)
- 15 Heimspiele des TSV 1860 München in der Saison 2017/18: 12.500
- FC Bayern München II – TSV 1860 München: 12.500 (Saison 2017/18)

### Meiste Punkte in einer Saison
- SpVgg Bayreuth – 93 (Saison 2021/22)
- SpVgg Unterhaching – 83 (Saison 2016/17)
- TSV 1860 München – 83 (Saison 2017/18)
- FC Würzburger Kickers – 80 (Saison 2014/15)
- TSV 1860 München II – 80 (Saison 2012/13)
- FC Bayern München II – 79 (Saison 2013/14)
- FV Illertissen – 75 (Saison 2013/14)

### Spieler mit den meisten Einsätzen
Stand: 27. April 2024

Noch in der Regionalliga Bayern aktive Spieler stehen beim fett markierten Verein unter Vertrag.
| Rang | Spieler             | Spiele | für Verein(e) | Zeitraum  |
| ---- | ------------------- | ------ | --- | --------- |
| 1.   | Aleksandro Petrović | 340    | TSV Buchbach | seit 2012 |
| 2.   | Sammy Ammari        | 301    | TSV Buchbach (94) FC Ingolstadt 04 II (71) Wacker Burghausen (56) SV Heimstetten (47) SpVgg Greuther Fürth II (33) | seit 2013 |
| 3.   | Kevin Fery          | 288    | 1. FC Schweinfurt 05                                                                                               | seit 2013 |
| 4.   | Ivan Knežević       | 271    | SpVgg Bayreuth (128) 1. FC Nürnberg II (85) TSV 1860 München II (58)                                               | 2012–2022 |
| 5.   | Kristian Böhnlein   | 260    | 1. FC Schweinfurt 05 (108) SpVgg Bayreuth (126) VfL Frohnlach (26)                                                 | seit 2012 |

### Spieler mit den meisten Toren
Stand: 27. April 2024
| Rang | Spieler             | Tore | Spiele | Tore/Spiel | für Verein(e)                                                                                                 | Zeitraum  |
| ---- | ------------------- | ---- | ------ | ---------- | --- | --------- |
| 1.   | Adam Jabiri         | 1380 | 229    | 0,60       | 1. FC Schweinfurt 05 (124) Würzburger Kickers (14)                                                            | seit 2014 |
| 2.   | Aleksandro Petrović | 85   | 340    | 0,25       | TSV Buchbach                                                                                                  | seit 2012 |
| 3.   | Sammy Ammari        | 79   | 301    | 0,26       | TSV Buchbach (31) FC Ingolstadt II (21) SV Heimstetten (12) Wacker Burghausen (8) SpVgg Greuther Fürth II (7) | seit 2013 |
| 3.   | Markus Ziereis      | 79   | 129    | 0,61       | SpVgg Bayreuth (24) TSV 1860 München II (22) SSV Jahn Regensburg (19) TSV 1860 München (14)                   | 2012–2022 |
| 5.   | Patrick Hobsch      | 75   | 148    | 0,51       | SpVgg Unterhaching (55) SpVgg Bayreuth (11) SV Seligenporten (9)                                              | 2014–2023 |